# جيمس رويس شانون
جيمس رويس شانون (بالإنجليزية: James Royce Shannon)‏ هو كاتب أغاني وملحن وصحفي وشاعر أمريكي، ولد في 13 مايو 1881 في بورت هورون في الولايات المتحدة، وتوفي في 19 مايو 1946 في بونتياك في الولايات المتحدة.

## وصلات خارجية
- جيمس رويس شانون على موقع ميوزك برينز (الإنجليزية)